# 島村力
島村 力（しまむら つとむ、1933年1月26日 - ）は、日本の編集者、評論家、翻訳家。
1957年東京大学教養学部教養学科卒業。中央公論社入社後『中央公論』編集長を経て、1973年退社。拓殖大学海外事情研究所客員教授、評論家。

## 著書
- 英語で日本国憲法を読む 憲法解釈はここからはじまる! グラフ社 2001.11
- 私は日本国憲法です。 グラフ社 2002.5
- アメリカ人も知らないアメリカの恥部 ベストセラーズ 2003.3

## 翻訳
- 草の竪琴 トルーマン・カポート 鍋島能弘共訳 新鋭社 1956
- 挫けぬ人々 G.P.ホルバート 論争社 1961
- 現代の芸術 技術社会における個性の表現 ロイ・マクマレン エンサイクロペディアブリタニカ日本支社 1968 (現代人の教養
- 世界の歴史 第11巻 暗黒の中世ヨーロッパ デュラント 島田美穂、多田稔共訳 日本ブック・クラブ 1968
- 世界の歴史 第25巻 知力の躍進とヨーロッパ文化 W.&A.デュラント 日本ブック・クラブ 1969
- コンピュータ文明とは何か. 追放される人間 ベン・B.セリグマン 正慶孝共訳 サイマル出版会 1977
- 日本はアメリカを超える 強気経済のすすめ ガレット・スカレラ 徳間書店 1978.12
- 素敵な部屋からこんにちは ボクのひとりごと9ケ月 W.ブレインホルスト グラフ社 1980.6 のち改題「胎児と母親はホントに会話する?」
- ソ連軍の大反攻 ジョン・ショウ 小山田義文共訳 タイムライフブックス 1980 (ライフ第二次世界大戦史)
- ライン川突破作戦 フランクリン・M.デーヴィス Jr. 谷地令子共訳 タイムライフブックス 1980 (ライフ第二次世界大戦史)
- ネ、きいて!きいて! できたて赤ちゃんのひとりごと W.ブレインホルスト グラフ社 1981.1
- W.ブレインホルストのパパの育児学 グラフ社 1981.7
- みて!みて!ママ W.ブレインホルスト グラフ社 1982.2
- W.ブレインホルストのユーモア健康法 ボクが医者をきらうわけ グラフ社 1983.5
- 40からの青春 女房とうまくやろうぜ W.ブレインホルスト グラフ社 1984.3
- ペテルブルクから来た男 ケン・フォレット 日本リーダーズダイジェスト社 1984.3
- 素敵な部屋の物語 またの名、子宮からのベビーのモノローグとできたて赤ちゃんのひとりごと W.ブレインホルスト グラフ社 1992.12
- ストレスのない人生のための単純ですぐにできる7つの習慣 リチャード・マクドナルド グラフ社 2005.1
- あなたの人生を劇的に変える7つの意外な習慣 リチャード・マクドナルド グラフ社 2006.4